# Lao-ce
Lao-ce (kínaiul:老子, pinjin: Lǎozǐ) feltehetőleg az i. e. 6. században élt kínai filozófus, akiről azonban nem tudni biztosan, hogy valóban létező történelmi személy volt-e, vagy csupán legenda. Lao-ce magyarul „öreg gyermeket” vagy „öreg mestert” jelent, ugyanis a gyermek szó a taoizmusban a tapasztalt mesterek gyermeki tisztaságát, egyszerűségét jelenti.
A hagyomány szerint Lao-ce a Tavasz és ősz korszak második felében élt, a Chu királyságban, hivatalos neve Li Er volt. Születési idejét a Krisztus előtt 565 körüli évekre becsülik. Az ábrázolások szerint magas, hosszú fülű, nagy szemű, széles homlokú és vastag ajkú ember volt. Mint a Csou-dinasztia „tárházat őrző tisztje”, a könyvtárban dolgozott, és az „elraktározott könyveket igazgatta”.
Konfuciuszt a különös ember zavarba ejtette, de hatalmas tiszteletet érzett iránta. „Tudom, hogy a madár repül; tudom, hogy a hal úszik; tudom, hogy az állatok képesek szaladni. A futó teremtmények csapdába ejthetők, az úszók pedig fonott hálóba. Amelyek repülnek, nyíllal lelőhetők. De a sárkány a tudásom fölött áll, a felhők és a szelek szárnyán a mennyekbe emelkedik. Ma láttam Lao-ce-t, és ő olyan, mint egy sárkány!”
Ha kínai szokás szerint a szerző fő művének a címe nem egyezik meg a filozófus nevével, akkor Lao-ce legfontosabb művének hagyományos címe: Az Út és Erény könyve. Ez az a könyv, amelyben a taoizmus mesterének tartott szerző összefoglalta és könnyen megjegyezhető formában összegezte a tan kínai hagyományát.
Karl Jaspers szerint egyike volt az ún. tengelykor (i.e. 800–200) meghatározó gondolkodóinak. Lao-ce filozófiája a materialista filozófia hívei szerint a korai materializmus egyik megjelenése is a kínai filozófiában.

## Lao-ce tanítása a Tao határtalanságáról

Jin és Jang

A lét (ju) és a nemlét (wu) egymásból születik, ez bizonyítja a természet határtalanságát: minden a saját ellentétéből születik, körkörösen, örökké. Az ellentétes természetű dolgok egymást hozzák létre, mintegy kiegészítve egyik a másikat: „Nehéz és könnyű egymást hozza létre, hosszú és rövid egymást alakítja, magas és mély egymásba hajlik, zeneszó és énekhang egymással cseng össze, előbbi és későbbi egymást követi.” A tulajdonságok nem léteznek a velük ellentétes jelentésű tulajdonságok, a viszonyítási pontok nélkül.
A tao – Lao-ce szerint – üres, de aki vele él, az nem tudja kimeríteni, igazi ősatyja minden dolognak, mint képmás mindent megelőz. Jelentése út, de a valódi jelentés közelebb áll az ösvényhez, a szellemi úthoz. Üres, de nem mondhatjuk róla, hogy nincs, de azt sem, hogy egy megfogható, behatárolható valami. A tao maga, „mint dolog”, homályos és megfoghatatlan – írja Lao-ce a XXI. részben – azonban benne van minden dolog, azok eredete, és az igazság.
A természet úgy bánik minden létezővel, mint valamilyen élettelen tárggyal. A bölcs embernek is úgy kell viszonyulnia a többi emberhez, mint valami mulandó élettelen tárgyhoz. Lao-ce a szalmakutya-hasonlatot használja a tao mélyebb értelmének megmutatására: „A bölcs ember sem emberséges, úgy bánik az emberekkel, mint afféle szalmakutyákkal”. (A szalmakutyát az ókori kínaiak a temetéseken áldozat gyanánt égették el.)
A tao névtelen, mert a név valami meghatározott létezőt jelöl meg, a tao azonban mindenek felett uralkodó elv, nem tudjuk nevén nevezni, nem tudjuk körülhatárolni, meghatározni: „Az ember a föld törvényeit követi, a föld az ég törvényeit követi, az ég a tao törvényeit követi, a tao pedig a természet törvényeit követi.”
Az emberi lét elveinek a lényege az azonosulás a tao-val, amelynek formája természetesen „erényes”, tehát vigyáz az erényére („te”).

## A nem cselekvésről, a szavak nélküli tanításról

Dao (Tao)

Lao-ce tanítása szerint a bölcsek és az uralkodó útja az, hogy hagyja magát a tao által vezetni, amelynek során megszabadítja magát minden önző cselekedettől. A tao-t csak az ismerheti meg, akinek soha nincsenek vágyai.
A bölcs a nem cselekvés útján munkálkodik. Ez nem azt jelenti, hogy semmit nem tesz, hanem hogy szükségtelenül nem avatkozik az események folyamatába. Mint ahogy a víz nem a követ próbálja félretolni az útból, hanem egyszerűen megkerüli azt. Minél kevesebbet kísérel meg az ember magából kiindulva tervezni, annál inkább követi a tao útját: „Így aztán a bölcs ember a nem cselekvés tevékenységével él s a szavak nélküli tanítást valósítja meg.” A tao mindig nem cselekvő, de nincs olyan, amit ne tudna megtenni.
A bölcsesség a mozgás, mindenki számára fontos tevékenység, a „nem cselekvés”: „Ezért »a bölcs ember, ha egész nap utazik is, nem hagyja el kocsija nehezét«. S legyen bármilyen ragyogó látvány a szeme előtt, ül tovább nyugodtan, vágyaktól mentesen.”
A legfőbb jó a békesség és a nyugalom, a tao szavakban nem mondható ki, különben „sótalan” lesz. A taót sem látni, sem hallani nem lehet: „Ha valaki nézi, nincs mit meglátnia; ha valaki hallgatja, nincs mit hallania”.
A bölcs embernek nem szükséges elhagynia a szobát ahhoz, hogy megismerje a dolgokat. Minél messzebb kalandozik valaki, annál kevésbé ismeri meg a taót. Aki a tao szerint él, az elveszíti vágyait és megérkezik a nem cselekvéshez. Aki kilép az életbe, az a halálba lép be-, írja Lao-ce.

## Az erény teljességéről, a kormányzat tevékenység-nélküliségéről

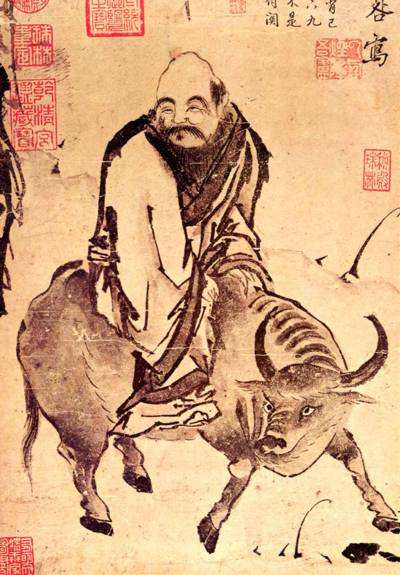
Lao-ce

Az állami és kormányzati rendet nem vetik el, de ezeknek a legkisebb mértékére kell szorítkozni. Minél több az előírás és a törvény, annál több a törvényszegő is. Minél kevésbé kormányoz az uralkodó, annál jobb lesz az országa.
A nagyszámú erkölcsi előírás annak a jele, hogy a valóságos erény elveszett. Aki erkölcsösen él, annak nem kell erről elgondolkodnia, és nincs szüksége szabályokra, amelyekhez tartania kellene magát. A bölcs egyszerűségben él, és a látszólagos gyengeségével fejti ki hatását. Ezért gyakran a vízzel hasonlítják össze: a víz minden élőlény számára szükséges, és annak ellenére, hogy lágy, mégsem képes neki semmi keménység ártani.
Igazi erénynek a birtokában az van, aki a magas erényt birtokolja, és ezt nem mutogatja. A magas erény a nem-cselekvés és a nemlét révén működik, ezzel szemben az alantas erény a lét révén.
A helyes kormányzat úgy valósulhat meg – Lao-ce szerint –, hogy a kormányzó nem érzékelteti a néppel hatalmát, hanem cselekvés nélkülinek kell tűnni. A bölcs kormányzó a nép felett áll, de a népnek ezt soha nem szabad éreznie.
Ha a kormányzó sokat tevékenykedik, a nép éhezni fog, az ilyen népet pedig nehéz kormányozni.
A bölcs ember feladata, hogy felismerje, és tétlenül szemlélje a törvény működését, és éljen vele összhangban, ezzel mutasson példát. Lao-ce eszményi életformája egy olyan kicsiny és elszigetelt faluközösség, melynek lakói minden újat elutasítanak, és bár hallják a szomszéd faluk kutyáinak ugatását és kakasainak a kukorékolását, még oda sem mennek át egész életükben.

## Magyarul
- Lao-Ce: Tao te king; ford., bev. Ágner Lajos; Officina, Bp., 1943 (Officina könyvtár)
- Vallások könyve 1. Tao te king. A legfőbb lényről és az erényről; kínaiból ford., bev., jegyz. Ágner Lajos; Officina Ny., Bp., 1948 k. (Officina könyvtár)
- Az út és az ige könyve: a Tao te king; ford., bev., jegyz. Hatvany Bertalan; Látóhatár, München, 1957
- Az Út és Erény könyve. Filozófiai költemény; ford. Weöres Sándor, prózaford., utószó, jegyz. Tőkei Ferenc; Európa, Bp., 1958
- Tao te king; ford., utószó Karátson Gábor; Cserépfalvi, Bp., 1990
- Laoce életbölcselete; összeáll., ford., bev., jegyz. Stojits Iván; Farkas Lőrinc Imre, Bp., 1993
- Lao-ce utolsó tanításai; ford. Varga Sándor; Farkas Lőrinc Imre, Bp., 1995
- Tao-te-king; összeáll., bev., jegyz. Stojits Iván; Farkas Lőrinc Imre, Bp., 1996
- Az út könyve; ford. Dao Ngoc Thang; Heliodos, Felcsút, 1997
- Tao te king; ford., jegyz. Karátson Gábor; 2. átdolg. kiad.; Cserépfalvi, Bp., 1997
- A titokzatos völgy: Tao te king; James Legge kínaiból értelmezett angol szövegét ford., jegyz., utószó Máté János; Gondverő, Bp., 2001
- Az Út és az Erény könyve; ford., utószó Kulcsár F. Imre; Kairosz, Szentendre, 2001
- Tao te king; ford., jegyz. Rhasoda May; Pi-mezon Bt., Bp., 2004
- Tao te king; ford., utószó Kulcsár F. Imre; 5. jav. kiad.; Kairosz, Bp., 2005
- Tao te king; prózaford. Tőkei Ferenc; Parlando Hangoskönyvek, Bp., 2008 (Parlando hangoskönyvek) + CD
- Lao-tze: Tao té ching. A lényegi középpont és kibontakozásának könyve; Padányi Gulyás Gábor interpretációjában; Persica, Bp., 2017